# Liten påskrislav
Liten påskrislav (Stereocaulon symphycheilum) är en lavart som beskrevs av I. M. Lamb. Liten påskrislav ingår i släktet Stereocaulon och familjen Stereocaulaceae.  Arten är reproducerande i Sverige. Inga underarter finns listade i Catalogue of Life.